# Christiane Reinecke
Christiane Reinecke (* 1978) ist eine deutsche Historikerin.

## Leben
Nach dem Master 2001 in Modern History am University College London war sie von 2004 bis 2008 Doktorandin am Berliner Kolleg für Vergleichende Geschichte Europas. Nach der Magister 2003 in Neuerer/Neuester Geschichte und Neuerer deutscher Literatur an der Humboldt-Universität zu Berlin war sie von 2008 bis 2012 Postdoktorandin am SFB 640 Repräsentationen sozialer Ordnungen im Wandel an der Humboldt-Universität Berlin. Nach der Promotion 2008 an der Humboldt-Universität Berlin bei Hartmut Kaelble, Andreas Fahrmeir und Thomas Mergel war sie von 2015 bis 2019 wissenschaftliche Mitarbeiterin bei Maren Möhring, Vergleichende Kultur- und Gesellschaftsgeschichte, Institut für Kulturwissenschaften, Universität Leipzig. Nach der Habilitation 2019 im Bereich der Vergleichenden Kultur- und Gesellschaftsgeschichte, Universität Leipzig bei Maren Möhring, Dirk van Laak und Thomas Mergel ist sie seit 2021 Professorin für Neuere und Neueste Europäische Geschichte am Seminar für Geschichte und Geschichtsdidaktik der Europa-Universität Flensburg.

## Schriften (Auswahl)
- Grenzen der Freizügigkeit. Migrationskontrolle in Großbritannien und Deutschland 1880–1930. München 2010.
- Die Ungleichheit der Städte. Urbane Problemzonen im postkolonialen Frankreich und der Bundesrepublik. Göttingen 2021.